# Marcus Ehm
Marcus Ehm (* 7. Juni 1972 in Sigmaringen) ist ein deutscher Kommunalpolitiker und ehemaliger Behindertensportler.

## Leben und politische Laufbahn
Nach dem Abitur 1992 machte Ehm die Ausbildung für den gehobenen nichttechnischen Verwaltungsdienst beim Regierungspräsidium Tübingen mit Studium an der Hochschule für öffentliche Verwaltung in Ludwigsburg. Anschließend studierte er der Universität Konstanz Rechtswissenschaft. Sein Rechtsreferendariat absolvierte er an den Landgerichten in Hechingen und Ravensburg. Es folgte von 2002 bis 2005 ein Promotionsstudium an der Albert-Ludwigs-Universität Freiburg. Zunächst arbeitete Ehm seit 2005 als angestellter Rechtsanwalt, 2010 gründete er in Sigmaringen eine Anwaltskanzlei.
Seit 27. August 2018 ist Marcus Ehm (CDU) Bürgermeister von Sigmaringen, der Kreisstadt des gleichnamigen Landkreises.

## Sportliche Laufbahn
Marcus Ehm war als Leichtathlet im Behindertenleistungssport aktiv. Bei den Paralympics in Sydney im Jahr 2000 gewann er über 400 m die Silbermedaille und über 200 m die Bronzemedaille. Mit der 4 × 100-m-Staffel gewann er dort ebenfalls eine Bronzemedaille. Er nahm auch an den Paralympics in Athen 2004 teil.
Bei den Leichtathletik-Weltmeisterschaften der Behinderten 2002 gewann Ehm über 100 m, 200 m sowie 400 m jeweils Bronze.